# Bahía de Calpe

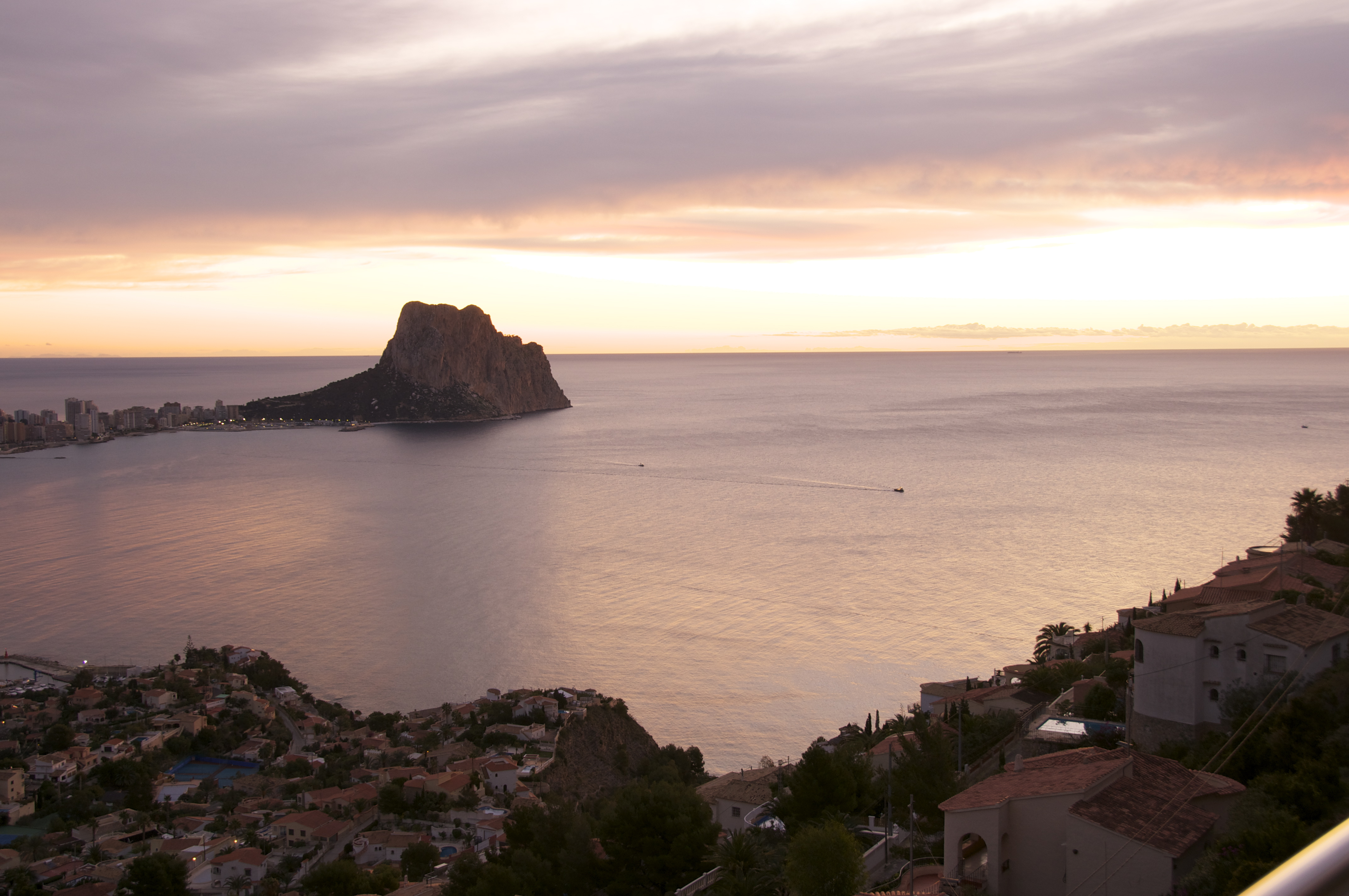
Bahía de Calp desde Toix

La Bahía de Calpe se encuentra en la Comunidad Valenciana, delimitada, al norte, por el Peñón de Ifach y, al sur, por el Morro de Toix.